# André Gegout
André Gegout, född 9 februari 1904 i Gérardmer i Vosges, död där 10 februari 1976, var en fransk hastighetsåkare på skridskor. Han deltog i olympiska vinterspelen 1924 i Chamonix. Han kom som bäst nio på allroundtävlingen.